# Bérgamo
Bérgamo (em italiano: Bergamo; Bèrghem no dialeto local) é uma comuna italiana da região da Lombardia, capital da província homônima, com cerca de 121 639 habitantes. Estende-se por uma área de 38,8 km², tendo uma densidade populacional de 3135,03 hab/km². Faz fronteira com Azzano San Paolo, Curno, Gorle, Lallio, Mozzo, Orio al Serio, Paladina, Ponteranica, Seriate, Sorisole, Stezzano, Torre Boldone, Treviolo, Valbrembo.
A cidade divide-se em duas partes distintas, a Città Alta (Sìta Ólta), o centro histórico cercado por uma muralha, e a Città Bassa (Sìta Bàsa), a parte moderna.

## História
Bérgamo foi fundada, com o nome de Barra na época pré-romana pelos lígures ou pelos etruscos. Os romanos conquistaram a cidade no século II a.C. e rebatizaram-na de Bérgomo (em latim: Bergomum. Os habitantes de Bérgomo tornaram-se cidadãos romanos (com os outros habitantes da Transpadânia) no ano de 49 a.C.. Depois da queda do Império Romano, Bérgamo foi seguidamente saqueada até a chegada dos lombardos em 569, que instalaram um ducado.
Quando os lombardos foram destituídos pelos francos em 774, a cidade passou a ser governada por uma série de condes. Em 1098, Bérgamo tornar-se-ia uma comuna livre e depois de algumas guerras contra Bréscia uniu-se à Liga Lombarda contra o imperador Frederico I. A partir do século XIII, durante as lutas entre guelfos e gibelinos, Bérgamo ficou sob a influência dos viscondes de Milão.
Em 1428, Bérgamo passou a fazer parte da República de Veneza, cujo domínio lhe proporcionou paz e prosperidade. Os venezianos reconstruíram a cidade velha e erigiram fortes muralhas defensivas. O domínio veneziano continuou até a era napoleônica quando, depois da breve experiência da República Bergamasca, da República Cisalpina e do Reino de Itália, com a Restauração Bérgamo cai sob influência austríaca no Reino Lombardo-Vêneto. Os austríacos foram os precursores da industrialização no território bergamasco, com a implantação de manufaturas têxteis.

## Demografia
| Variação demográfica do município entre 1861 e 2011                               |
|                                                                                   |
| Fonte: Istituto Nazionale di Statistica (ISTAT) - Elaboração gráfica da Wikipedia |

## Clima
Bérgamo, segundo a classificação climática de Köppen, possui clima tipicamente temperado de médias latitudes (Cfa), chuvoso ou frequentemente úmido em todas as estações do ano e com verões muito quentes. A proximidade dos montes, entretanto, evita os fenômenos da neblina invernal persistente e da afa que caracterizam a vizinha Milão.
As precipitações concentram-se nos períodos compreendidos entre março e maio, com um leve decréscimo nos meses de verão, e um recrudescimento no período entre outubro e novembro.
O inverno estende-se, geralmente, de novembro ao final de março, e é caracterizado por um nível pluviométrico muito baixo para os padrões italianos. Com base na média de referência 1961-1990, a temperatura média do mês mais frio, que é janeiro, é de 1,5 °C, e do mês mais quente, que é julho, é de 22,4 °C.
| Médias de temperatura para Bérgamo |       |      |       |       |       |       |       |       |       |      |       |       |       |
| Mês                                | Jan   | Fev  | Mar   | Abr   | Mai   | Jun   | Jul   | Ago   | Set   | Out  | Nov   | Dez   | Ano   |
| Média máxima °C                    | 5,5   | 7,89 | 12,11 | 16,28 | 20,89 | 25    | 27,72 | 26,72 | 23,28 | 17,5 | 10,72 | 6,28  | 16,27 |
| Média mínima °C                    | -1,89 | 0,11 | 3,22  | 6,5   | 10,72 | 14,39 | 17    | 16,61 | 13,78 | 9    | 3,5   | -1,11 | 7,67  |
| Precipitação (mm)                  | 71    | 64   | 84    | 89    | 127   | 112   | 109   | 130   | 94    | 109  | 112   | 56    | 1.156 |
| Fonte: Intellicast                 |       |      |       |       |       |       |       |       |       |      |       |       |       |

## Desportos
Bérgamo é sede da Atalanta, que manda seus jogos no estádio Atleti Azzurri d'Italia.

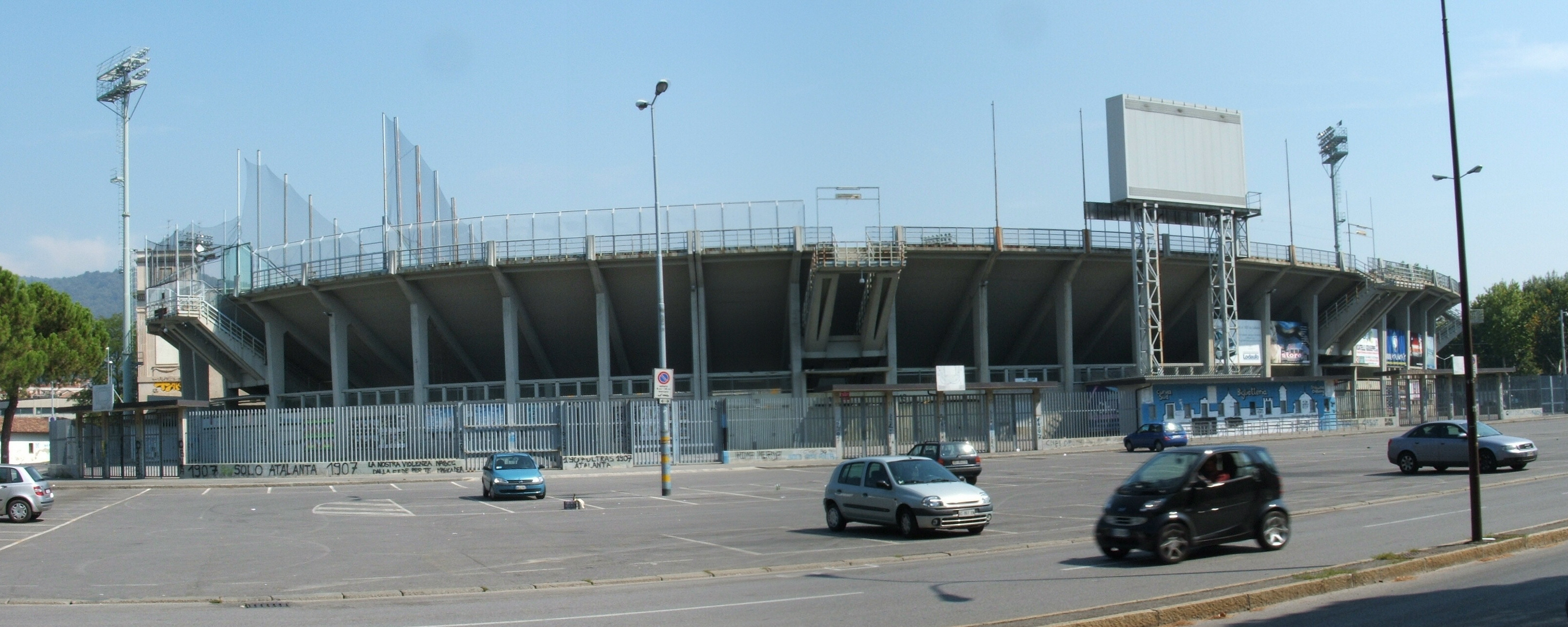
Estádio de Bérgamo